# دعوة لتقديم العطاءات

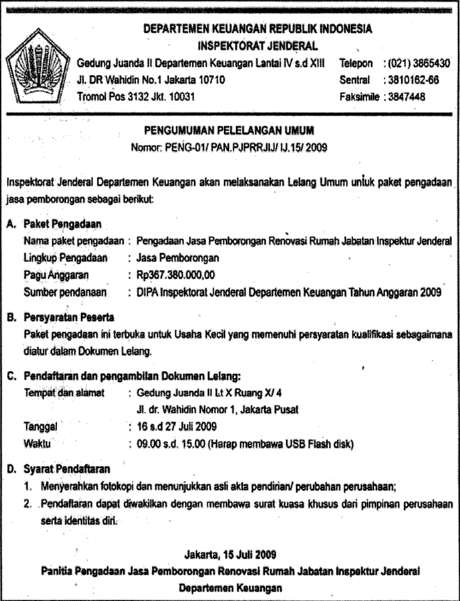
إعلان مناقصة صادر عن وزارة المالية الإندونيسية

الدعوة لتقديم العطاءات (بالإنجليزية: Invitation to Tender، وتُعرف أيضًا باسم Call for Bids أو Request for Tenders)، هي إجراء رسمي ومنظم يهدف إلى جمع عروض تنافسية من موردين أو مقاولين محتملين، للحصول على عقد تنفيذ أعمال أو توريد مواد أو تقديم خدمات. وغالبًا ما يُشترط أن يكون المتقدمون قد خضعوا مسبقًا لتقييم ملاءمة عبر استبيان المورد (Supplier Questionnaire - SQ) أو استبيان التأهيل المسبق (Pre-Qualification Questionnaire - PQQ).
تُستخدم الدعوة لتقديم العطاءات بخلاف طلب تقديم العروض (Request for Proposal - RFP)، إذ أن الأخيرة تُستخدم عادةً عندما تكون الجهة المعنية بحاجة إلى اقتراحات تجارية أصلية، بينما تسعى الدعوة لتقديم العطاءات إلى اختيار العرض الأفضل بين عروض محددة مسبقًا دون الحاجة لاقتراح تجاري متكامل. ونتيجة لذلك، فإن العطاءات عادةً ما تُمنح بناءً على أفضل سعر، في حين قد تأخذ طلبات تقديم العروض بعين الاعتبار عوامل إضافية مثل التكنولوجيا أو الابتكار. وتُعد الدعوتان شكلين من المزايدات العكسية (Reverse Auction).
في بعض الحالات، قد يُسمح بتقديم عروض بديلة في إطار الدعوة لتقديم العطاءات، وهي عروض تختلف في بعض الجوانب غير الجوهرية عن الشروط الأصلية، وذلك لإتاحة المجال أمام الموردين لتقديم حلول مبتكرة أو أكثر مسؤولية اجتماعية. وقد أشارت المفوضية الأوروبية إلى أن السماح بتقديم عروض بديلة يُعد وسيلة لتشجيع العروض التي تلبّي الاحتياجات العامة بطريقة أكثر استدامة ومسؤولية اجتماعية.
في العديد من البلدان، تكون الجهات العامة مُلزمة قانونيًا بنشر الدعوات لتقديم العطاءات الخاصة بالأعمال والخدمات. وغالبًا ما تُدرج هذه الدعوات على مواقع الإنترنت الرسمية لتلك الجهات أو في وسائل الإعلام المطبوعة. كما أصبحت أنظمة الشراء الإلكتروني والمناقصات الرقمية أكثر شيوعًا. وتشير المفوضية الأوروبية إلى أن حوالي 235,000 دعوة لتقديم العطاءات تُنشر سنويًا عبر نظامها الإلكتروني المعروف باسم Tenders Electronic Daily، وتشمل هذه الدعوات الصادرة من دول المنطقة الاقتصادية الأوروبية ودول أخرى خارجها.

## أنواع العروض ذات الصلة
تشمل قائمة العناصر المشابهة الأخرى على ما يلي:
- EOI - التعبير عن الاهتمام
- IFB - دعوة لتقديم عطاءات
- ITT - دعوة للعطاء
- ITV -[دعوة للموردين
- RFA - طلب التطبيقات
- RFD - طلب الوثائق
- RFI - طلب المعلومات
- RFO - طلب العروض
- RFP - طلب الاقتراح
- RFQ - طلب عرض الأسعار أو طلب المؤهلات

## وصلات خارجية
- Average tender win rates by industry